# دیم‌قشلاق علیا
دیم‌قشلاق علیا، روستایی از توابع بخش مرکزی شهرستان ماکو در استان آذربایجان غربی ایران است.

## جمعیت1510 نفر
این روستا در دهستان چایپاسار شمالی قرار دارد و براساس سرشماری مرکز آمار ایران در سال ۱۳۹۵، جمعیت آن1500 نفر (3۳۳خانوار) بوده‌است.